# Dimmu Borgir
Dimmu Borgir este o formație de black metal înființată în 1993 în Oslo, Norvegia de către Stian "Shagrath" Thoresen (baterie), Sven "Silenoz" Kopperud (vocal, chitară) și Kenneth "Tjodalv"  Åkesson (chitară). Numele formației provine de la Dimmuborgir, o zonă cu formațiuni vulcanice ciudate din Islanda; conform legendelor locale aici se află poarta spre Iad.
În peste 20 de ani de existență formația a lansat 8 albume de studio, 4 EP-uri și 3 single-uri.

## Istoric

### Anii de început (1993–1996)
În 1993, la scurt timp după înființare, s-au alăturat formației Brynjard Tristan (chitară bas) și Stian Aarstad (sintetizator). Inspirați de formații ca Bathory sau Emperor și de compozitori ca Richard Wagner sau Antonín Dvořák, Dimmu Borgir a lansat în 1994 EP-ul Inn i evighetens mørke; acest EP a fost vândut în totalitate în doar câteva săptămâni. În decembrie 1994 a avut loc lansarea albumului de debut For all tid. Aceste două realizări discografice sunt singurele cu Shagrath ca baterist și Silenoz ca solist vocal.
În august 1995 Dimmu Borgir a concertat în cadrul festivalului Folter Records Open Air din Brohm, Germania, acest eveniment marcând prima apariție live a formației. Tot în 1995 Shagrath l-a înlocuit pe Silenoz ca solist vocal, acesta rămânând la chitară ritmică, și a făcut schimb de instrumente cu Tjodalv, mai exact Shagrath a preluat chitara, iar Tjodalv a preluat bateria. În ianuarie 1996, după efectuarea acestor modificări, a fost lansat cel de-al doilea album, Stormblåst; acest album a fost ultimul cu versuri în norvegiană. Tot în 1996 Brynjard Tristan a părăsit formația; în locul lui a venit Nagash de la Covenant (ulterior The Kovenant). În iunie 1996 a fost lansat cel de-al doilea EP, Devil's Path; acest EP a fost înregistrat fără Stian Aarstad deoarece acesta își efectua stagiul militar. După lansarea acestui EP, tot în cursul anului 1996, formația a semnat un contract cu Nuclear Blast.

### Cu Nuclear Blast (1997–2004)
În 1997 Stian Aarstad a părăsit formația, dar nu mai înainte de înregistrarea celui de-al treilea album, Enthrone Darkness Triumphant, lansat în mai 1997. Acest album a fost primul album lansat prin casa de discuri Nuclear Blast și primul album clasat în topuri; de asemenea este primul album cântat în engleză. În locul lui Stian Aarstad a venit Kimberly Goss de la Sinergy ca membru temporar. Tot în 1997 Shagrath a renunțat să mai cânte la chitară, rămânând exclusiv solist vocal, iar chitara a fost preluată de Astennu. În martie 1997, după efectuarea acestor modificări în componența formației, Dimmu Borgir și-a promovat albumul participând la turneul Gods of Darkness; la acest turneu au mai participat formațiile Cradle of Filth, Dissection și In Flames. A urmat participarea la câteva festivaluri, inclusiv Wacken Open Air, apoi turneul susținut împreună cu Kreator, care era cap de afiș. În 1998 în locul lui Kimberly Goss a venit Mustis ca membru permanent. În iulie 1998 a fost lansată compilația Godless Savage Garden.
În martie 1999 a fost lansat cel de-al patrulea album, Spiritual Black Dimensions. Tot în 1999 Dimmu Borgir a susținut primele concerte în Statele Unite. În cursul aceluiași an Tjodalv, Nagash și Astennu au părăsit formația; în locul lui Tjodalv a venit Nicholas Barker de la Cradle of Filth, în locul lui Nagash a venit ICS Vortex, iar în locul lui Astennu a venit, un an mai târziu, Galder de la Old Man's Child.
În martie 2001 a fost lansat cel de-al cincilea album, Puritanical Euphoric Misanthropia; cu acest album Dimmu Borgir a câștigat premiul Spellemannprisen la categoria "Cel Mai Bun Album Metal". Pentru promovarea albumului Dimmu Borgir a participat la turneul Metal Odyssey împreună cu In Flames, Lacuna Coil și Susperia, noua formație a lui Tjodalv. În februarie 2002 a fost lansat cel de-al treilea EP, Alive in Torment, iar în iunie 2002 a fost lansat cel de-al patrulea EP, World Misanthropy. În septembrie 2003 a fost lansat cel de-al șaselea album, Death Cult Armageddon; cu acest album Dimmu Borgir a câștigat a doua oară premiul Spellemannprisen la categoria "Cel Mai Bun Album Metal". În 2004, pentru promovarea albumului, Dimmu Borgir a participat la faimosul turneu Ozzfest.

### In Sorte Diaboli (2005–2009)

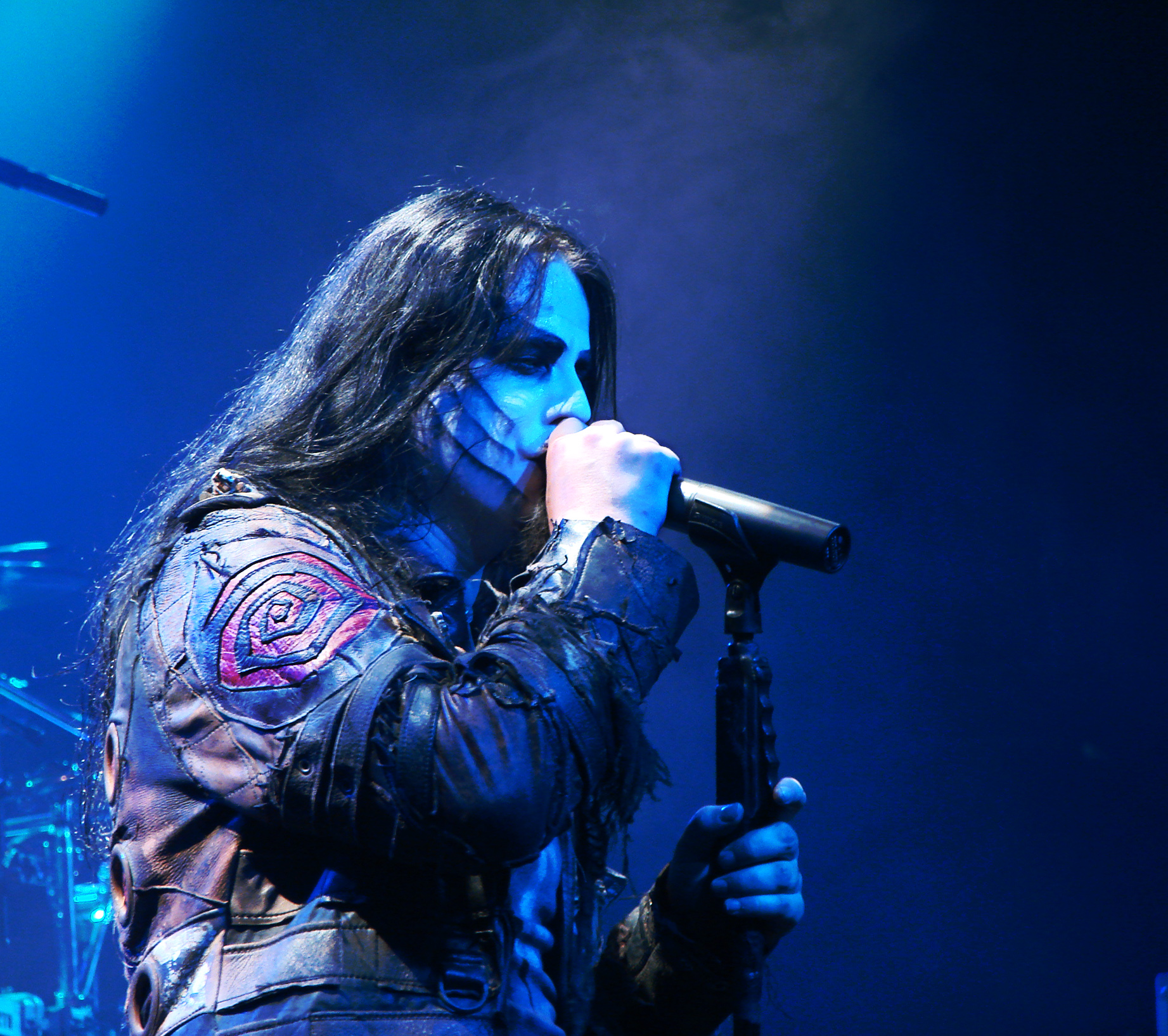
Shagrath (Paris, 2007)

În 2005 Nicholas Barker a părăsit formația; în locul lui a venit Hellhammer de la Mayhem, inițial ca membru temporar apoi ca membru permanent. În noiembrie 2005 a fost lansat albumul Stormblåst MMV. Acest album este versiunea reînregistrată a albumului Stormblåst din 1996; în pachet este inclus un DVD suplimentar care conține unul dintre concertele susținute în cadrul turneului Ozzfest.
În aprilie 2007 a fost lansat cel de-al șaptelea album, In Sorte Diaboli. Acest album a fost clasat pe primul loc în topul norvegian, fiind primul album al unei formații black metal care este clasat pe primul loc într-un top național; de asemenea a fost primul album al formației care a fost vândut în peste 15.000 de copii în țara natală, fiind astfel certificat "aur" în Norvegia. Pentru promovarea albumului Dimmu Borgir a participat, ca și cap de afiș, la un turneu în Statele Unite și Canada împreună cu DevilDriver, Kataklysm și Unearth. A urmat participarea la câteva festivaluri, printre ele numărându-se Download Festival și Wacken Open Air, apoi turneul european The Invaluable Darkness împreună cu Amon Amarth. Tot în 2007 Hellhammer a părăsit formația; în locul lui a venit, un an mai târziu, Daray de la Vesania ca membru temporar.
În 2009 atât Mustis cât și ICS Vortex au fost concediați din formație. Această despărțire a fost urmată de o ceartă publică între cele două părți. Mustis a afirmat că el a fost principalul compozitor al formației în ultimii ani și ICS Vortex a susținut această afirmație, iar Shagrath, Silenoz și Galder au infirmat acest lucru și au adăugat că cei doi au dat dovadă de neprofesionalism și lăcomie. Un an mai târziu în locul lui Mustis a venit Gerlioz de la The Kovenant, iar în locul lui ICS Vortex a venit Cyrus de la Susperia, ambii ca membri temporari. E interesant de menționat faptul că Mustis s-a alăturat formației Susperia după ce a fost concediat, formație din care face parte și în prezent.

### Symphonic black metal orchestrat (2010–prezent)

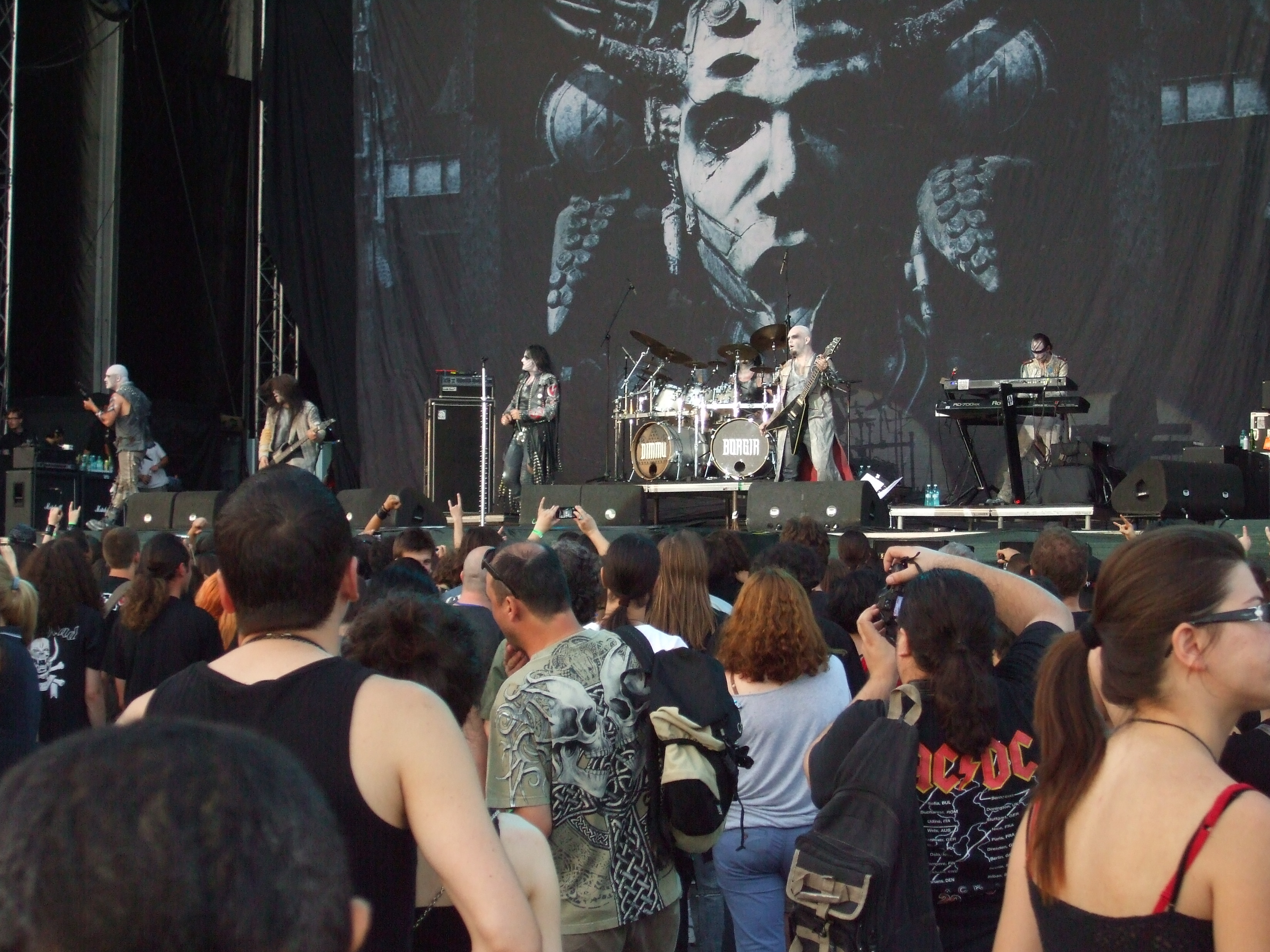
Dimmu Borgir la OST Fest (2012)

În septembrie 2010 a fost lansat cel de-al optulea album, Abrahadabra. Acest album a fost înregistrat împreună cu Orchestra Radio Norvegiană și Corul Schola Cantorum, în total peste 100 de muzicieni. Pentru promovarea albumului Dimmu Borgir a participat, ca și cap de afiș, la turneul european Darkness Reborn împreună cu Enslaved și Sahg. De asemenea a participat și la turneul Ballroom Blitz împreună cu Korn și Turbowolf.
În 28 mai 2011 Dimmu Borgir a concertat alături de Orchestra Radio Norvegiană și Corul Schola Cantorum în sala Oslo Spektrum. Concertul, numit Forces of the Northern Night, a fost filmat și apoi televizat pe canalul public norvegian NRK o lună mai târziu. Formația intenționează să lanseze un DVD cu acest concert și alte materiale bonus. În noiembrie 2011 Dimmu Borgir a susținut un turneu în Regatul Unit.
În 15 iunie 2012 Dimmu Borgir a concertat pentru prima dată în România în cadrul festivalului OST Fest. Trei luni mai târziu Silenoz a anunțat că, în timpul acestui festival, i s-a furat chitara. Într-un interviu acordat ulterior revistei românești Maximum Rock, Silenoz a declarat că de fapt chitara dispăruse înainte de festival, dar nu a precizat exact în ce context. În 3 august 2012 Dimmu Borgir a concertat alături de Orchestra Națională Cehă și Corul Schola Cantorum în cadrul festivalului Wacken Open Air. Concertul a fost filmat și apoi televizat pe canalul german ZDF Kultur o săptămână mai târziu. În august 2013 formația a dezvăluit faptul că lucrează la un nou material discografic.

## Discografie

### Albume de studio
- For all tid (1994)
- Stormblåst (1996)
- Enthrone Darkness Triumphant (1997)
- Spiritual Black Dimensions (1999)
- Puritanical Euphoric Misanthropia (2001)
- Death Cult Armageddon (2003)
- Stormblåst MMV (2005)
- In Sorte Diaboli (2007)
- Abrahadabra (2010)
- Eonian (2018)

### EP-uri
- Inn i evighetens mørke (1994)
- Devil's Path (1996)
- Alive in Torment (2002)
- World Misanthropy (2002)

### Demo-uri / Single-uri
- Rehearsal January 1994 (Demo) (1994)
- Rehearsal February 1994 (Demo) (1994)
- Rehearsal August 1994 (Demo) (1994)
- Vredesbyrd (Single) (2004)
- The Serpentine Offering (Single) (2007)
- Gateways (Single) (2010)

### Compilații
- Godless Savage Garden (1998)

## Video
- World Misanthropy (2002)
- Death Cult Armageddon (2003)
- The Invaluable Darkness (2008)
- Behind the Player: Dimmu Borgir (2010)

membrii Dimmu Borgir au apărut în câteva documentare
- Black Metal: The Norwegian Legacy (2008)
- Black Metal: The Music Of Satan (2010)

### Videoclipuri
- Mourning Palace (1997)
- Entrance (1997)
- Spellbound (By the Devil) (1997)
- Puritania (2001)
- Vredesbyrd (2003)
- Progenies of the Great Apocalypse (2003)
- Sorgens kammer - del II (2005)
- The Serpentine Offering (2007)
- The Sacrilegious Scorn (2007)
- The Chosen Legacy (2007)
- Gateways (2010)
- Dimmu Borgir (2010)

## Membrii formației

### Membri actuali
- Shagrath (Stian Thoresen) – vocal (1995 - prezent), baterie (1993 - 1995), chitară (1995 - 1997)
- Silenoz (Sven Kopperud) – chitară ritmică (1993 - prezent), vocal (1993 - 1995)
- Galder (Thomas Andersen) – chitară (2000 – prezent)

membri temporari pentru concerte
- Daray (Dariusz Brzozowski) - baterie (2008 - prezent)
- Cyrus (Terje Andersen) - chitară bas (2010 - prezent)
- Gerlioz (Geir Bratland) - sintetizator (2010 - prezent)

### Foști membri
- Tjodalv (Kenneth Åkesson) - chitară (1993 - 1995), baterie (1995 - 1999)
- Stian Aarstad - sintetizator (1993 - 1997)
- Brynjard Tristan - chitară bas (1993 - 1996)
- Nagash (Stian Arnesen) - chitară bas (1996 - 1999)
- Astennu (Jamie Stinson) - chitară (1997 - 1999)
- Mustis (Øyvind Mustaparta) - sintetizator (1998 - 2009)
- ICS Vortex (Simen Hestnæs) - chitară bas (1999 - 2009)
- Nicholas Barker - baterie (1999 - 2005)
- Hellhammer (Jan Axel Blomberg) - baterie (2005 - 2007)